# Temime Lahzami
Pour les articles homonymes, voir Temime.
Temime Lahzami (arabe : تميم الحزامي), né Temime Ben Abdallah le 1er janvier 1949 à Hammam Lif, est un footballeur tunisien des années 1970 et 1980.

## Biographie
Connu sous le nom de Temime, il est attaquant et capitaine de l'équipe de Tunisie. Il est décisif pour qualifier la Tunisie pour la coupe du monde 1978 en Argentine, qui devient dès lors la première équipe africaine à remporter un match de phase finale de coupe du monde (contre le Mexique par 3 buts à 1).
Au total, il inscrit douze buts en 69 sélections sous le maillot de la Tunisie. En club, après avoir débuté au Club sportif de Hammam Lif, il évolue à l'Espérance sportive de Tunis, à l'Olympique de Marseille et à l'Ittihad Djeddah.

## Palmarès
- Championnat d'Arabie saoudite (1) :
  - Vainqueur : 1982
- Championnat de Tunisie (2) :
  - Vainqueur : 1975, 1976
- Coupe de Tunisie (1) :
  - Vainqueur : 1979
- Critérium Hamda Laouani (1) :
  - Vainqueur : 1978